# Solastalgi
Solastalgi är det lidande och den längtan som människor känner när deras omgivning förändras på ett sätt som de uppfattar som förstörelse: hemlängtan man känner trots att man fortfarande befinner sig hemma.
Ordet är en neologism som myntades av Glenn Albrecht 2005. Det syftar särskilt på att klimatförändringar ändrar hemmiljön. Begreppet har också tillämpats på ickeglobala förändringar som att en landskapsbild försvinner vid dagbrott. I Sverige vidgade Kristoffer Leandoer begreppet till att omfatta även bebyggelseförändringar:
Jag har länge känt att stadsplanerare och byggherrar är mina personliga fiender som aktivt motarbetar min egen möjlighet till personlig mognad och utveckling. När omgivningen i stort sett förblir identisk får man själv vara huvudpersonen i sitt liv. Mot en hyggligt statisk bakgrund går ens egna förändringar att mäta: jag får vara det som händer. När allt runtomkring är statt i ständig omvandling berövas man den möjligheten eftersom man har fullt sjå att hålla sig på plats och hantera tillvarons instabilitet. Man är inte längre satsens subjekt. Solastalgi är ett relativt nytt psykologiskt begrepp som kan förklara åtskillig modern vantrivsel, inte bara med Slussenombyggnaden utan med själva villkoren för vår existens. Solastalgi är beteckningen på psykiskt lidande som beror på att platsen förändrats, inte man själv. Jag har inte flyttat på mig. Jag har inte sökt någon förändring, men utsätts ändå för den.
Ordet solastalgi kommer av latinets solacium, "tröst", och grekiskans άλγος, algos, "smärta".